# 藤吉次英
藤吉 次英（ふじよし つぐひで、1913年1月24日 - 1985年5月20日）は、日本の経営者。福岡県出身。

## 経歴
旧制姫路高校を経て1935年に東京帝国大学工学部機械工学科を卒業し、同年に東洋レーヨン(のちの東レ)に入社。1962年1に取締役に就任し、常務、専務を経て、1971年に社長に就任し、1980年6月には会長に就任した。
日本経営者団体連合会常任理事、経済団体連合会常任理事も務めた。

1978年4月に藍綬褒章を受章し、1983年11月に勲三等旭日中綬章を受章した。
1985年5月20日心不全のために死去。72歳没。